# Папай (бог)
Папа́й (грец. Παπαῐος) — за Геродотом пращур всіх скіфів, скіфський Зевс, ім'я якого Геродот пов'язував з грец. πάππα — укр. батько, чоловік Апі.
Геродот тричі згадує Папая:
1. як батька Таргітая (IV, 5);[1]
2. у загальному переліку (IV, 59);[2]
3. у відповіді Іданфірса/ Ідантура Дарію (IV, 127).[3]

Друга згадка цікава тим, що має прямий аналог у міфології іншого іраномовного народу — осетин. У загальній весільній молитві останніх перелік духів подається за тією ж схемою, що й у Геродота: дух домашнього вогнища (Сафа), дух охоронець громади та родини Тихост/ Тухваст, інші духи, що може вказувати на можливе джерело або Геродота, або його інформатора.
Щодо функцій осетинського Тихоста/ Тухваста головні наступні:
1. Бог (дух) Грози;
2. охоронець та захисник громади;[5]
3. покровитель та захисник родини.[6]

Іншу неймовірну етнографічну пам'ятку осетин (безумовно, саме скіфська ізоглоса) записано В. Міллером:
| «При початку культу … трапилося наступне диво: обраний йому дзуарлаг[7] … бачив … (як Тихост) … верхи на олені їхав у напрямку до нього. У правиці він тримав батога, обвішаного бубонцями, й удари його лунали, наче гуркіт грому.»[8] |
Наведений В. Міллером опис Тихоста/Тухваста має прямі аналоги у скіфо-сколотській культурі:

- осет. верхи на олені — скол. відомі прикраси кінської збруї з оленячими сюжетами;
- осет. батіг, обвішаний бубонцями — скол. ритуальні навершники, обвішані бубонцями.

Ймовірно, що цар-жрець сколотів, з'являючись верхи на таким чином прикрашеному коні, з символом влади у руці, відтворював певний міфологічний сюжет.
Згадані сколотські навершники являють собою стилізоване «світове дерево», стовбур якого зливається з фігурою чоловічого божества; від основи стовбура відходять чотири гілки з фігурками чотириногих тварин. Над головою божества зображено орла — символ Папая; хижі птахи, які сидять на гілках, — його помічники. До дерева на ланцюжках підвішені дзвіночки, круглі підвіски та «півмісяці», що символізують грім та небесні світила. Але саме ці антропоморфні зображення є підставою пов'язувати Папая не скільки з богом неба Зевсом, скільки з Богом Грози на кшталт індійського Індри, та, взагалі, ці навершники структурно повністю відповідають відомим з опису Геродота священним спорудам для Арея, що, в свою чергу, ставить під сумнів наявність двох богів (Папая та Скіфського Арея) замість одного (скіфський Бог Грози), характерного тим більш для народів індо-іранського кола. Ймовірно, 
| «слід думати, що йдеться не про декілька персонажів, а про декілька іпостасей однієї й тієї ж міфологічної істоти, яка кількістю цих іпостасей визначає параметри міфологічної моделі світу, як і світове дерево, пов'язане з цим персонажем».[11] |
Це не суперечить й відомому опису Аміана Марцеліна вірувань аланів: «У аланів голий меч встромлюють в землю, за варварським звичаєм, та вклоняються йому як Марсу, покровителю країни, якою кочують» (лат. Martem, regionum, quas circumcircant, praesulem...).
Окремої уваги заслуговує думка щодо відповідності Скіфського Арея авестійському Веретрагні. Щодо цієї думки, то актуальним залишається наступне зауваження: 
| «Другу функцію в її індо-іранській формі було покликано стати однією з мішеней, в яку з особливою силою цілився Заратуштра: вільна, героїчна, шалена мораль загонів молодих воїнів не була мораллю жерців та мудреців … Ось чому … Індру було вигнано й він знайшов притулок в „поганому творінні“… все відбувається, наче теологи-реформатори, самі належачи до першої функції, визнали більш надійним приєднати військову силу до сфери власне релігійної верховної влади. Поруч з Мітрою, збагаченим войовничими рисами, з'являється підпорядкована йому Сутність, яку було сформовано з одного традиційного епітета Індри-бога … — „вбивця демона Врітри“… : це Веретрагна, … Язата перемоги.»[13] |

### ТеонімТарга
На відомому пізньоскіфському св'ятилищі Таркана було знайдено велику кількість графіті з теонімом Тарг(а), що дало підстави для нової етимології імені «культурного героя» сколотів Скіла Таргітая:

грец. Ταργιτάος < скіф. *Targī-tavah- — укр. володіючий міццю (силою) Тарги.
Спеціальні дослідження щодо вжитку слів з основою *tarH- в іранських мовах невідомі.
Цікаві й більш опрацьовані паралелі ми можемо побачити у низці індоєвропейських мов.
1. Анатолійські мови.

| «…коли мова йде про перемогу Бога Грози над Драконом, вжито дієслово tarḫ(u) — „перемагати“, від якого, мабуть, утворено й саме згадане вище ім'я Бога Грози в анатолійських мовах…»[11] |
| «Хетський бог Pirwa- (Perwa-), як й праіндоєвропейський й балто-слов'янський бог з спорідненим ім'ям, пов'язаний з кіньми, які везуть його колісницю у відповідних міфопоетичних текстах. Але в анатолійських традиціях при збереженні стародавнього імені бога та деяких його семантичних зв'язків (зі скелями, з кіньми) втрачається його первісна функція як бога грози. У цій функції вже в давньоанатолійскому діалекті часу староасирійських колоній, а згодом й у хетських та в лувійських текстах, виступає слово, яке колись було одним з епітетів цього бога як „Переможця“. Зберігся в ньому тільки суфікс, що нагадує про давнє ім'я бога (як в типологічно подібному д.-грец. Κερα-υν-οί „перуни, громовий удар“). Відоме з староасирійських текстів давньоанатолійское ім'я бога Грози Tarhunu утворено від цього давнього епітету за допомогою суфікса nu-. Давньохетське логографічне написання (d)IŠKUR (у найдавнішому напису Аніти IM-un-ni „Бог Грому“, що співвідноситься з „небом“…) передає цей давній епітет, що читався як Tarh-unni і відповідав лувійському Tarhunt-, анатолійському дієслову tarh-u- „перемагати“, та індо-іранському *tṛ-v-ant- „могутній, переможний“.»[19] |
Й навіть більше:
| «Незалежно від того, чи пов'язана анатолійська основа *tarḫun- і споріднені форми інших індоєвропейських мов з дієслівним коренем *tarḫ(u), немає сумніву, що анатолійські назви бога-громовника споріднені кельт. *taranV- …. Можуть бути зведені до і.-є. *tṛHon- — „грім, бог-громовержець“.»[20] |
2. Давньоіндійська мова.
У Ведах дієслова з коренем *tarh- застосовується переважно у описі перемог Індри, далі Агні тощо.
У Ригведі:
- (RV 10, 102, 4) «kūṭam sma tṛṃhát abhímātim eti» — достеменно не визначено, як варіант: укр. «Він йшов у наступ, наче трощачий кий»;
- (RV, 1, 133, 1) «vailasthānám pári tṛḷhāḥ áśeran» — укр. «На місці битви пошматовані полягли»;
- (RV 6, 16, 48) «tṛḷhā rákṣāṃsi vājínā» — укр. «Розбиті ракшаси героєм»;
- (RV 7, 104, 4 = AVŚ 8, 4.4) «índrāsomā vartáyatam diváḥ vadhám / sám pṛthivyāḥ agháśaṃsāya tárhaṇam» — укр. «О Індра-Сома, скатіть з неба (та) з землі / зброю [проти] лихомовного, вбиваючи (розплющуючи)».

У Атхарваведі:
- (AVŚ 5, 17, 7) tṛhyánte — розбивають;
- (AVŚ 2, 31, 2) atṛham — розчавив;
- (AVŚ 11, 5, 7) tatarha — повергнув;
- (AVŚ 8, 8, 11) tṛṇédv — (най) розплющить;
- (AVŚ 5, 8, 7) tṛṇáhāṃ — розбили.

| «… на підставі розглянутих контекстів можливо для дієслова tarh- у ведійській мові припустити значення „руйнувати, вбивати, давити“».[21] |

Отже, враховуючи згадані індо-європейські мовні паралелі, можна припустити наступне:

скіфо-сколотський Папай був не тільки мифічним пращуром та охоронцем етносу сколотів, а й скіфським Ареєм, Богом Грози на кшталт ведійського Індри, переможцем хтонічного чудовиська й богом перемоги, богом війни, богом воїнів та богом військового furor. Ймовірно мав друге ім'я — Тарга (чи ім'я зі складовою Тарга-).

Дивись також: Етнічний міф • Скіфський Арей та його меч

### Етимологія теоніму
Наразі найбільш поширена наступна етимологія:
- грец. Παπαῐος < скіф. ? < давн. ір.*рā(y)- — укр. стерегти, охороняти.[22]

З цього приводу С. Р. Тохтасьєв зауважує: «аналогічні ономастичні утворення в іранській мені не відомі», й зводить до давн. ір. *papa- — тато, батько.

Можливо, для розкриття образу Папая та етимології його імені слід врахувати наступне:
| "Авестійське *upāpa- застосовано не лише до тварин, а й до божественних сутностей, а також до Гандарви, якого пов'язано з водою. Крім того, що слово *upāpa- виступає спеціальним терміном, одного разу (Яшт 14.41) його вжито як прикметник, що визначає властивість хмари, який ймовірно буквально можна перекласти як «надводна (хмара)». Чотирнадцятий Яшт присвячено божеству перемоги Веретрагні, і в сорок першому пасажі благодатна сила цього божества порівнюється з «надводною» хмарою, що покриває гори. Можна припустити, що зв'язок слова *upāpa- з небесними водами не випадковість (пор. Upa. Āpəm, «на воді», про туман). Так, *upāpa- є епітетом зороастрійського божества Апам Напата (apąm napāt), названого upāpō yazatō — «водне / коло(біля-/ при-)вóдне божество» (Йашт 19.52). Пасаж 19.52 містить відгомони прадавнього міфу про Апам Напата, де його названо «мужів створивший, чоловіків створивший» (зазвичай це епітети верховного божества зороастрійського пантеону Агура Мазди). Й у авестійському, й у ведичному текстах у Апам Напата подвійна природа, не лише водна. У Рігведі Апам Напат постає як самостійне божество або служить епітетом Агні і Савітар, будучи сином вод й одночасно їхнім запліднювачем, — і в той же час він живе в небесній обителі, найвищому місці: «Тут („тобто в водах“) народження цього коня (Апам Напата) й на небі» (Рігведа II 35. 6)."[24][25] |
Беручі до уваги наведений уривок та відомий сюжет з «Діянь Нартів» (Смерть Батраза), з теонімом Таргі/Таркі (й відповідно, з безпосередньо Папаєм) гіпотетично можна пов'язати згаданого Геродотом «скіфського Посейдона» — Тагімасада, якому вклонялися (за Геродотом) лише царські скіфи.